# Pobočni grad
Pobočni grad je srednjeveški grad, ki leži na pobočju hriba, a pod njegovim vrhom. Je neke vrste višinski grad. Tip stavbe je nastal v drugi polovici 11. stoletja.
Gradovi te vrste so še posebej dovzetni za napade od zgornje strani, zato so pogosto še posebej zaščitena z obzidjem ali bergfridom, pogosto s kombinacijo obeh pasivnih obrambnih struktur.
Prednost pobočnega gradu je bila precej nižja globina za izkop vodnjaka. Še posebej je gradnja grajskih vodnjakov je bila dobro premišljena v številnih gradovih, čeprav najdražji in najbolj dolgočasen del grajske stavbe. Zato se je oskrba z vodo pogosto vršila s pomočjo oslov kot transportnih živali po posebej za to zgrajeni oslovski poti.
V nemškem sredogorju so številni pobočni gradovi, zlasti ob potokih in rečnih dolinah, kot je primer v srednjem toku Rena. Pogosto so zgrajeni kot carinski gradovi in so postavljeni v bližini trgovskih poti. Skupno vsem tem vrstam gradov je različnost v postavitvi gradu zaradi topografskega položaja. Ker so imeli ogromne strateške slabosti zaradi možnega napada na gorski strani, jih je manj kot 1% od vseh. 
Ker so imeli tovrstni gradovi običajno dobro vidljivost z drugimi gradovi na drugi strani pobočja, so bili uporabljeni za nadzor in spremljanje gibanja ob posebnih prometnih poteh. 
Primeri pobočnih gradov so grad Katz, Sankt Goarshausen, grad Ehrenfels v Rüdesheimu in Rietburg pri Rhodtu na Pfalškem.